# Laocoonella
Laocoonella is een geslacht van kreeftachtigen uit de klasse van de Ostracoda (mosselkreeftjes).

## Soort
- Laocoonella commensalis (De Vos, 1953) De Vos & Stock, 1956